# Paseban (Jumapolo)
Paseban is een bestuurslaag in het regentschap Karanganyar van de provincie Midden-Java, Indonesië. Paseban telt 1815 inwoners (volkstelling 2010).